# Spanish Castle Magic
Spanish Castle Magic é uma música do guitarrista e vocalista estadunidense Jimi Hendrix, gravada pelo Jimi Hendrix Experience para o álbum Axis: Bold As Love de 1967. A faixa tem 3:06. O nome é baseado em um clube noturno que Hendrix frequentava. Trata-se de uma canção explosiva e icônica do período do rock psicodélico anglófono da década de 1960.
1. ↑  «Spanish Castle Magic - The Jimi Hendrix Experience | Song Info». AllMusic (em inglês). Consultado em 2 de julho de 2019
2. ↑  Chenoweth, Lawrence (1971). «The Rhetoric of Hope and Despair: A Study of the Jimi Hendrix Experience and the Jefferson Airplane». American Quarterly. 23 (1): 25–45. ISSN 0003-0678. doi:10.2307/2711585